# San Miguel Número Dos
San Miguel Número Dos es una localidad del municipio de Santiago Ixcuintla, en el estado de Nayarit. Pertenece al ejido de Mexcaltitán. Localizada a una altitud de 8 m s. n. m.

## Demografía
Tenía una población de 682 habitantes, según el censo del año 2000.
Su actividad primaria se centra en la agricultura, principalmente en la siembra de sorgo, frijol y sandía. Aparte de la ganadería y pesca.